# Lappvik kyrka
Lappvik kyrka ligger i stadsdelen Lappvik i Hangö stad, Nyland. Den används av Hangö svenska församling.

## Kyrkobyggnaden
Evangeliföreningen hade byggt ett bönehus i Hangö åren 1906-08 och 1909 samlades pengar in till ett bönehus i Lappvik. Vintern 1909-1910 lades grunden av sten. Bönehuset uppfördes av trästockar efter ritningar av byggmästare Karl Fredrik Bergman. På grund av ekonomiska svårigheter dröjde det till år 1913 innan bönehuset färdigställdes och invigdes.
Följande år bröt första världskriget ut och byggnaden togs över av ryska trupper. 1918 kom den i händerna på tyska trupper. Under den sovjetiska arrendetiden åren 1940-41 användes bönhuset som biograf för de sovjetiska soldaterna. Under fortsättningskriget skadades byggnaden av granateld. Efter andra världskriget har bönhuset renoverats flera gånger.
1982 köpte Hangö kyrkliga samfällighet in byggnaden som därefter renoverades. Kyrkorummets väggar och tak täcktes med gipsskivor. Golvet slipades och lackades. Elvärme installerades. Påföljande år reparerades och målades yttertaket. År 1984 var renoveringsarbetet färdigt och nya inventarier skaffades in. Kyrkan återinvigdes 9 juni 1984 av biskop Erik Vikström.
Angående byggnadens användning uppstod meningsskiljaktigheter mellan språkgrupperna. De finskspråkiga ville renovera byggnaden till ett församlingshem för många verksamheter och de svenskspråkiga ville bevara byggnaden som den var, dvs. med en kyrksal i nedre våningen och vaktmästarens bostad i den övre våningen. Problemet löstes genom att man med en dragvägg indelade den stora salen i nedre våningen i två delar; den ena inreddes till kyrksal och den andra till församlingssal. Genom dragväggen kunde man ändå förena de två rummen. Altaret bevarades som fast. Den mindre salen inreddes som mötesrum för konfirmander, kretsar och smågrupper. I övre våningen placerades vaktmästarens/husmoderns sociala utrymmen och också kontor och sociala utrymmen för de andliga arbetarna.

## Begravningskapellet
I Lappvik ligger också ett begravningskapell. Det byggdes 1972 av Tenala församling efter ritningar av arkitekt Lars Rejström. 1981 övergick kapellet i Hangö kyrkliga samfällighets ägo. 
Den första gudstjänsten i begravningskapellet hölls den 16.1.1977. Gudstjänster hölls en gång i månaden och förutom i begravningkapellet hölls de också i kyrksalen på Sjömansro. Begravningskapellet var dock för litet för gudstjänsterna och från år 1980 har man ordnat gudstjänster i evangelieföreningens bönehus, nu Lappvik kyrka, som ligger på en central plats i Lappvik by.
Framtiden för begravningskapellet och gravgården var hotad då försvarsmakten i september 2003 hittade odetonerad ammunition på begravningsplatsen. De härstammade från fortsättningskriget, då området var utsatt för hårda bombarderingar sommaren och hösten 1941. Efter det här grävdes inga gravar på begravningsplatsen innan gemensamma församlingsrådet den 3.12.2003 beslöt att så fort som möjligt iståndsätta ett nytt område för kistgravar. Man beslöt också bevara kapellet. Invånarna i Lappvik motsatte sig enhälligt att man skulle avstå från begravningsplatsen.